# Eberhard Horst

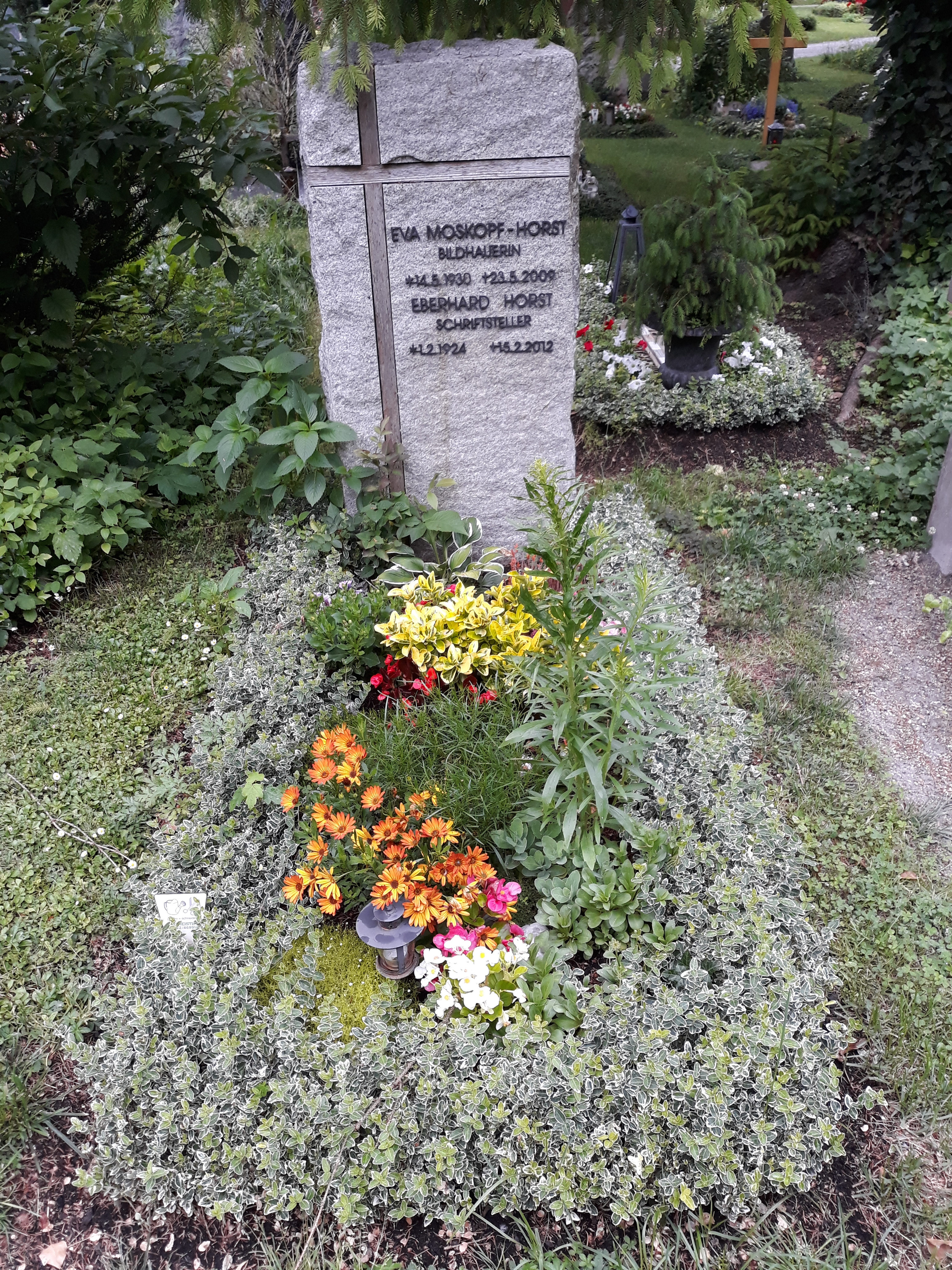
Das Grab von Eberhard Horst und seiner Ehefrau, der Bildhauerin Eva Moskopf-Horst, auf dem Friedhof Gröbenzell

Eberhard Horst (* 1. Februar 1924 in Düsseldorf; † 15. Februar 2012 in Gröbenzell) war ein deutscher Schriftsteller, Literaturkritiker und Historiker.

## Leben
Der Sohn eines Kaufmanns legte 1947 sein Abitur in einem französischen Kriegsgefangenenlager ab. Von 1948 bis 1955 studierte er Philosophie, Theologie, Germanistik und Theaterwissenschaften in Bonn und München. 1956 wurde er mit einer Studie zum epischen Werk Elisabeth Langgässers zum Dr. phil. promoviert. Anschließend arbeitete er als freier Schriftsteller und Literaturkritiker. 1969 gehörte er zu den Mitbegründern des Verbandes deutscher Schriftsteller (VS), dessen Bayerischem Landesverband er von 1970 bis 1972 vorstand. Von 1971 bis 1973 gehörte er zudem dem Rundfunkrat des BR an.
Zu Beginn seines künstlerischen Schaffens widmete sich Horst, der seit 1968 Mitglied des P.E.N. war, vor allem der Reiseliteratur. 1975 gelang ihm mit Friedrich, der Staufer der künstlerische Durchbruch. Die an eine breite, geschichtlich interessierte Leserschaft gerichtete Biografie Friedrichs II. von Hohenstaufen wurde zu einem Bestseller. In den Folgejahren schrieb er weitere populärwissenschaftliche Biografien historischer Personen wie Julius Caesar, Hildegard von Bingen, Konstantin der Große sowie Petrus Abaelardus und Heloisa. Daneben verfasste er auch Hörfunksendungen und Fernsehspiele.
Horst starb am 15. Februar 2012 im Alter von 88 Jahren nach langer Krankheit in Gröbenzell bei München.

## Ehrungen und Auszeichnungen (Auswahl)
- 1975: Literaturpreis der Stiftung zur Förderung des Schrifttums, München
- 1987: Tukan-Preis der Stadt München
- 1992: Bundesverdienstkreuz am Bande
- 1994: Wahl zum ordentlichen Mitglied der Europäischen Akademie der Wissenschaften und Künste

## Werke (Auswahl)
- 1956: Christliche Dichtung und moderne Welterfahrung: zum epischen Werk Elisabeth Langgässers.
- 1964: Sizilien, Neuauflage Olten: Walter 1990.
- 1967: Venedig, Olten: Walter; Neuauflage 1982.
- 1973: 15mal Spanien, München/Zürich: Piper.
- 1975: Friedrich der Staufer, Düsseldorf: Claassen; Neuauflage Berlin: Ullstein 1997.
- 1978: Südliches Licht, Düsseldorf: Claassen.
- 1980: Caesar, Düsseldorf: Claassen; Neuauflage Hildesheim: Claassen 1996.
- 1983: Geh ein Wort weiter, Düsseldorf: Claassen.
- 1984: Konstantin der Große, Düsseldorf: Claassen; Neuauflage Hildesheim: Claassen 1993.
- 1987: Die kurze Dauer des Glücks, Düsseldorf: Claassen.
- 1989: Die spanische Trilogie, Düsseldorf: Claassen; Neuauflage Bergisch Gladbach: Lübbe 1996.
- 1991: Der sizilianische Brunnen, Stuttgart: Urachhaus.
- 1992: Die Haut des Stiers, München: List.
- 1994: Im Licht des Südens, Hildesheim: Claassen.
- 1995: Geliebte Theophanu, München: List; Neuauflage Reinbek bei Hamburg: Rowohlt 2004.
- 1997: Der Sultan von Lucera, München: Edition Avicenna; Neuauflage 2009.
- 2000: Der Maulwurffänger, München: Verlag St. Michaelsbund.
- 2002: Hildegard von Bingen, München: Ullstein.
- 2004: Heloisa und Abaelard, München: Classen.